# Serra de Sanuki
La serra de Sanuki (讃岐山脈, Sanuki-sanmyaku) és una serralada de l'illa de Shikoku, al Japó, que es troba fent de frontera natural entre la prefectura de Kagawa, trobant-se al sud d'aquesta, i la prefectura de Tokushima que la té al seu nord. A la prefectura de Tokushima es coneix pel nom de serra d'Asan (阿讃山脈, Asan-sanmyaku) per la unió dels primers kanjis de les províncies d'Awa (阿波国), actual Tokushima i de Sanuki (讃岐国), actual Kagawa. El pic més alt de la serralada és el mont Ryūō (竜王山, Ryūō-zan) amb 1.059,9 metres. Algunes parts de la serralada formen part de la serralada es troben incloses al parc natural prefectural d'Ōtaki-Ōkawa, a Kagawa.